# Typhlops lehneri
Typhlops lehneri là một loài rắn trong họ Typhlopidae. Loài này được Roux mô tả khoa học đầu tiên năm 1926.